# Anamosa
Anamosa is een plaats (city) in het oosten van de Amerikaanse staat Iowa, en valt bestuurlijk gezien onder Jones County.

## Geschiedenis
Anamosa werd in 1838 als Buffalo Forks gesticht en incorporated als Lexington in 1856. Omdat deze naam in die tijd veel voorkwam, werd de naam in 1877, toen het plaatsje een stad werd, gewijzigd in Anamosa. In 1872 werd de Anamosa State Penitentiary gesticht, een gevangenis die tot op heden van grote invloed is op de economie van het stadje.

## Demografie
Bij de volkstelling in 2000 werd het aantal inwoners vastgesteld op 5494. In 2006 is het aantal inwoners door het United States Census Bureau geschat op 5653, een stijging van 159 (2,9%). Deze inwoneraantallen zijn inclusief de circa 1300 gevangenen van Anamosa State Penitentiary.

## Geografie
Volgens het United States Census Bureau beslaat de plaats een oppervlakte van 5,8 km², geheel bestaande uit land. Anamosa ligt op ongeveer 277 meter boven zeeniveau.

## Plaatsen in de nabije omgeving
De onderstaande figuur toont nabijgelegen plaatsen in een straal van 16 km rond Anamosa.

## Bezienswaardigheden
- Anamosa State Penitenitiary Museum
- National Motorcycle Museum

## Geboren
- Grant Wood (1891-1942), schilder